# Prunus chamissoana
Prunus chamissoana es una especie de planta del género Prunus, perteneciente a la familia Rosaceae.

## Taxonomía
Prunus chamissoana fue descrita por Bernhard Adalbert Emil Koehne en 1915.

## Distribución
Se encuentra en el territorio centro y este de Brasil hasta el noreste de Argentina.